# بمب‌گذاری انتحاری ۲۰۱۷ سیهون
در تاریخ ۱۶ فوریه ۲۰۱۷ یک بمب‌گذاری انتحاری در داخل زیارتگاه Lal Shahbaz Qalandar در سیهون، پاکستان صورت گرفت. جایی که زائران در حال اجرای مراسم تصوف پس از مراسم نماز مغرب بودند. در این واقعه حداقل ۹۰ تن کشته و ۳۰۰ تن نیز زخمی شدند.